# 旋律のフレア
『旋律のフレア』（せんりつのふれあ）は、CooRieの3枚目のオリジナルアルバム。2008年1月23日にMellow Headから発売された。

## 概要
前作「トレモロ」から1年7ヶ月ぶりのリリース。また、2007年に発表した曲のうち「恋想モジュレーター」以外の曲が全て収録されている。収録曲の全ての作詞、作曲はrino自身が手掛けている。
yozuca*の3作目のアルバム「Ageha」と同時発売された。また、アルバムの製作から発売までの期間が長かったという。
今までのジャケットは動物とのコラボレーションをイメージしてきたので、今回は「青い鳥」をテーマが提案されたという。また、本作のプロモーションとして、「君DK」のPVが製作されている。なお、CooRieの作品にPVが製作されるの本作の試みとなる。

## 収録曲
（全作詞・作曲：rino）
1. 旋律のフレア [5:09]
編曲：中西亮輔
2. クロス＊ハート [4:14]
編曲：海星響
3. Spring has come [4:39]
編曲：大久保薫
4. ウソツキ [5:30]
編曲：大久保薫
5. Sweetest [4:16]
編曲：宅見将典
6. 君DK [4:37]
編曲：佐藤Fisher五魚
7. 探し物 [5:13]
編曲：佐藤Fisher五魚
8. 桜の羽根 〜Endless memory〜 [4:46]
編曲：大久保薫
9. 水玉 [5:10]
編曲：大久保薫
10. リトル・モア [4:59]
編曲：chokix
11. 優しさは雨のように [5:10]
編曲：大久保薫
12. 想い [4:54]
編曲：今泉洋

## 楽曲解説
旋律のフレア
本アルバムのタイトル曲。